# Якуб Брабець
Якуб Брабець (чеськ. Jakub Brabec, нар. 6 серпня 1992, Прага) — чеський футболіст, центральний захисник «Аріса» (Салоніки) і національної збірної Чехії.

## Клубна кар'єра
Народився 6 серпня 1992 року в Празі. Вихованець футбольної школи «Вікторії» (Жижков). Дорослу футбольну кар'єру розпочав 2009 року в основній команді того ж клубу, в якій провів два сезони, взявши участь у 20 матчах чемпіонату. 
2011 року перейшов до структури празької «Спарти», де спочатку грав за другу команду, а з наступного року почав залучатися до ігор головної команди клубу. Також у цей період віддавався в оренду до «Збройовки». Грав за «Спарту» до літа 2016 року, коли уклав чотирирічний контракт з бельгійським «Генком». Протягом наступних двох років у Бельгії регулярно отримував ігровий час, проте стабільним гравцем основного складу не став.
Сезон 2018/19 відіграв на умовах оренди за турецький «Чайкур Різеспор», після чого був відданий в оренду до «Вікторії» (Пльзень). Невдовзі цей чеський клуб викупив контракт захисника.

## Виступи за збірні
2009 року дебютував у складі юнацької збірної Чехії (U-18), загалом на юнацькому рівні взяв участь у 22 іграх, відзначившись 2 забитими голами.
Протягом 2012–2014 років залучався до складу молодіжної збірної Чехії. На молодіжному рівні зіграв у 7 офіційних матчах.
2016 року дебютував в офіційних матчах у складі національної збірної Чехії. 2021 року був у її складі учасником чемпіонату Європи 2020.